# Lovie Austin
Lovie Austin (19 de septiembre de 1887-8 de julio de 1972)  fue una directora de banda, música de sesión, compositora, cantante y arreglista estadounidense de blues clásico de los años veinte. Austin y Lil Hardin Armstrong suelen  considerarse dos de las mejores pianistas de jazz y blues de la época.

## Primeros años y educación
Nacida como Cora Taylor en Chattanooga, Tennessee, se crio con ocho hermanos y hermanas. En su adolescencia adoptó el nombre de Cora Calhoun debido a un matrimonio precoz. Después estuvo casada con un operador de cine y más tarde con Phillip Austin, un artista de vodevil. Estudió teoría musical en la Universidad Roger Williams en Nashville y en el Knoxville College en Knoxville, Tennessee, algo poco común entre las mujeres afroamericanas y los músicos de jazz en la época.

## Trayectoria
En 1923, Austin se trasladó a Chicago, ciudad en la que vivió y trabajó el resto de su vida. Los primeros años de su carrera los dedicó al vodevil, donde tocaba el piano y actuaba en números de variedades. Estaba especializada en acompañar a cantantes de blues, y se la puede escuchar en grabaciones de Ma Rainey ("Moonshine Blues"), Ida Cox ("Wild Women Don't Have the Blues"), Ethel Waters ("Craving Blues") y Alberta Hunter ("Sad 'n' Lonely Blues").
Austin también tenía su propia banda, los Blues Serenaders, que generalmente incluía a los trompetistas Tommy Ladnier, Bob Shoffner, Natty Dominique o Shirley Clay en la corneta, Kid Ory o Albert Wynn en el trombón y Jimmy O'Bryant o Johnny Dodds en el clarinete, junto con banjo y batería ocasionalmente. Los Blues Serenaders desarrollaron su propio sonido único dentro del género del jazz, lejos del paradigma típico de la banda de jazz. Austin trabajó con muchos otros músicos de jazz de los años veinte como Louis Armstrong, en la canción Heebie Jeebies. El talento de Austin como compositora queda patente en la composición de la canción Down Hearted Blues, una pieza que escribió con Alberta Hunter. La canción describe el lamento de una mujer con el corazón roto y como el hombre que amaba le arruinó su vida. La cantante Bessie Smith convirtió esta canción en un éxito en 1923. Austin también trabajó como música de estudio para la Paramount Records. Ella y los Blues Serenaders grabaron con esta compañía en su traslado temporal de Nueva York a Chicago en 1923.
A principios de la década de 1930, cuando la moda del blues clásico empezó a decaer, Austin se convirtió en  directora musical del Monogram Theater de Chicago, donde trabajó durante veinte años. Durante la guerra, muchos músicos de jazz tuvieron que buscar otras formas de trabajo para mantenerse, y se supo que Austin trabajó como guardia de seguridad en una fábrica de municiones de la Marina estadounidense. Después de la Segunda Guerra Mundial, fue pianista en la escuela de baile de Jimmy Payne en Penthouse Studios y actuó solo ocasionalmente. En 1961, a medida que crecía el interés por los primeros años de su carrera, realizó una grabación importante con Alberta Hunter en Chicago.
Austin murió el 8 de julio de 1972 en Chicago.

## Influencia
Mary Lou Williams, pianista nacida en Atlanta, Georgia, afirmaba que Lovie Austin había sido su mayor influencia. Williams se refería a Austin como "una música y mujer fabulosa. No creo que haya otra hoy en día que pueda competir con ella. Tenía un talento mayor que el de muchos músicos de su época". Con sus interpretaciones y composiciones, enriqueció la vida de las artistas negras durante el Renacimiento de Harlem.

## Discografía
| Año  | Título                                                  | Género     | Etiqueta            |
| ---- | ------------------------------------------------------- | ---------- | ------------------- |
| 1994 | 1924-1926                                               | Jazz blues | Clásico             |
| 1961 | Alberta Hunter con los Blues Serenaders de Lovie Austin | Jazz       | Corporación Allegro |